# Yukarıçapak, Çivril
Yukarı Çapak là một xã thuộc huyện Çivril, tỉnh Denizli, Thổ Nhĩ Kỳ. Dân số thời điểm năm 2010 là 116 người.